# Oleksandr Kusyn
Oleksandr Kusin (ukrainisch Олександр Кузин, engl. Transkription Oleksandr Kuzin; * 21. Oktober 1974) ist ein ukrainischer Langstreckenläufer, der sich auf den Marathon spezialisiert hat.
2000 stellte er beim Baden-Marathon mit 2:15:39 einen Streckenrekord auf, der bis 2006 Bestand hatte.
2005 stellte er als Vierter beim Venedig-Marathon mit 2:10:54 eine persönliche Bestzeit auf und verbesserte beim Rom-Marathon 2006 diese Marke auf 2:10:09.
2007 lief er beim Linz-Marathon mit 2:07:33 die schnellste Zeit, die bis zu diesem Zeitpunkt jemals auf österreichischem Boden erzielt wurde, und verfehlte nur knapp den ukrainischen Rekord von Dmytro Baranowskyj. Der aktuelle Rekord wurde 2014 beim Vienna City Marathon von Getu Feleke (ETH) mit einer Zeit von 2:05:41 aufgestellt.
Kusin ist von Beruf Polizeibeamter. Er ist mit Tetjana Hladyr verheiratet, die mit einer Bestzeit von 2:25:44 ebenfalls zu den weltbesten Marathonläuferinnen zählt.